# غودسواي دونيوه
غودسواي دونيوه (بالسويدية: Godsway Donyoh) (14 أكتوبر 1994 بأكرا في غانا - ) هو لاعب كرة قدم سويدي في مركز الهجوم. لعب مع مانشستر سيتي ونادي نوردشيلاند ونادي يورغوردينس ونادي فالكنبرغ.

## روابط خارجية
- غودسواي دونيوه على موقع اتحاد السويد (السويدية)
- غودسواي دونيوه على موقع قاعدة بيانات كرة القدم.إي يو (الإنجليزية)
- غودسواي دونيوه على موقع Soccerway.com (الإنجليزية)
- غودسواي دونيوه على موقع عالم كرة القدم.نت (الإنجليزية)